# Niezwyciężony (film 2001)
Niezwyciężony – dramat niemiecko-angielski w reżyserii Wernera Herzoga, wyprodukowany przez Werner Herzog Filmproduktion oraz Tatfilm Produktion we współpracy z Little Bird, Film Four, Arte i WDR na przełomie lat 2000 i 2001.

## Fabuła
"Niezwyciężony" jest dziełem opartym na prawdziwych wydarzeniach i rozgrywa się w Polsce oraz Niemczech w I poł. XX wieku. Ostatnie filmowe wydarzenia mają miejsce na kilka dni przed dojściem Hitlera do władzy, czyli w roku 1933.
Film opowiada historię żydowskiego siłacza Zishe Breitbarta (Jouko Ahola), który wraz ze swą rodziną mieszka na Kresach Wschodnich. Pewnego dnia - gdy wraz z młodszym bratem przebywa w miejscowej restauracji - zostaje sprowokowany przez grupkę osób i - w wyniku bójki - demoluje część lokalu. Aby zapłacić za szkody, udaje się do cyrku, który akurat przebywa w miasteczku. Tam - wygrywa z cyrkowym siłaczem - za co otrzymuje nagrodę. Traf chce, że podczas jego "występu" w cyrku przebywa współpracownik pewnego niemieckiego iluzjonisty. Dostrzega on niespotykaną siłę tytułowego bohatera i proponuje mu pracę w Berlinie. Zishe zgadza się i wyrusza na piechotę w podróż do stolicy Niemiec.
Po dotarciu na miejsce rozpoczyna pracę w Pałacu Okultystycznym słynnego Hanussena (w tej roli Tim Roth). Nie występuje jednak jako polski Żyd, ale jako wcielenie siły i potęgi Niemiec - legendarny Zygfryd. Tymczasem publiczność w Pałacu Okultystycznym dzieli się na dwie antagonistyczne grupy: osoby pochodzenia żydowskiego oraz bohemy i polityków niemieckich. Gdy do Zishego przybywa jego matka i brat, siłacz rozumie, że do tej pory nosił maskę, nie był sobą i - podczas występu tego samego wieczora - wyznaje, że jest Żydem i jest z tego powodu dumny. Podczas następnych przedstawień Hanussena dochodzi do ostrych starć między Niemcami a osobami pochodzenia żydowskiego.
Główny bohater zaczyna uważać- także pod wpływem częstych wizyt w synagodze – że jest nowym Samsonem. Zaczynają nawiedzać go wizje; w snach widzi siebie, a potem także swego brata - jak chodzą po wyspie pełnej krabów (metafora nadchodzącego nazizmu, tak jak we wcześniejszym filmie Herzoga "Nosferatu wampir" metaforą nazizmu były szczury). Ale Zishe spotyka się w Berlinie także z życzliwością, m.in. ze strony pięknej pianistki Marty Farry (Anna Gourari), dla której organizuje jej wspólny występ z orkiestrą (jest to prezent na pożegnanie). W tym czasie dochodzi także do sporu między Zishem a prorokiem Hitlera – Hanussenem. Spór ten znajduje finał w sądzie, gdzie wychodzi na jaw, że Hanussen także jest Żydem. Niestety, w kilka dni później iluzjonista zostaje zamordowany. Gdy tylko siłacz rozpoznaje ciało swego niedawnego antagonisty, opuszcza Berlin i powraca do domu.
Tam przepowiada, co zaobserwował będąc w Berlinie, mianowicie że Polsce i Żydom zagrażają Niemcy – nikt z lokalnej społeczności nie chce go jednak słuchać. Podczas jednej z biesiad Zishe demonstrując swą siłę, kaleczy się i zamiast zdezynfekować ranę, proponuje, by wszyscy napili się za jego zdrowie. W kilka tygodni potem choruje i przechodzi szereg operacji (w tym amputację nogi). Umiera na kilka dni przed dojściem Hitlera do władzy.
Film zamyka wizja Zishego, gdy stojąc na wyspie, otoczony setkami czerwonych skorupiaków, żegna swego, odlatującego brata.

## Produkcja
Geneza
Werner Herzog tak oto wypowiadał się na temat genezy tego filmu: "Na historię trafiłem przez kontakt z Garym Bartem (producent Niezwyciężonego), potomkiem prawdziwego siłacza. Miał mnóstwo materiałów po swoim przodku, i dzięki Bogu, mocne nerwy, aby mnie do nich dopuścić. Odkryłem historyczną postać, więc chciałem zrobić o tym film. Wierzę, że jestem dobrym narratorem, i potrafię wyczuć, kiedy dzieje się coś naprawdę specjalnego. Zrobiliśmy kawał dobrej roboty, i myślę, że kiedy [Gary] po raz pierwszy wraz ze swoją rodziną zobaczył film na dużym ekranie, był bardzo zadowolony".
Lokalizacje
Film kręcono w następujących krajach: Litwa, Łotwa, Niemcy oraz w USA i na Wyspie Bożego Narodzenia.

## Obsada
W filmie wystąpił prawdziwy siłacz, zdobywca tytułu najsilniejszego człowieka świata - Jouko Ahola (wcielił się w główną rolę), pianistkę Martę Farrę gra prawdziwa pianistka - Anna Gourari. Jako Mistrz Ceremonii i piosenkarz wystąpił Max Raabe, założyciel i frontman słynnej grupy Palast Orchester śpiewającej sztandarowe piosenki lat 20. i 30. Jedynymi profesjonalnymi aktorami byli: znany z filmów Tarantino Tim Roth (jako Hanussen) oraz aktor Larsa von Triera – Udo Kier (zagrał szefa berlińskiej policji). Jako Rabin wystąpił Herbert Golder, długoletni współpracownik reżysera filmu (Herzog i Golder napiszą później wspólnie scenariusz do filmu "Mój syn, mój syn").

## Recenzja
Stephen Holden z The New York Times pisał: "Ozdobiony domieszką magicznego realizmu i skąpany w zmysłowej quasi–wagnerowskiej nucie. Niezwyciężony jest doskonały; prawie tak kuszący jak hanussenowskie sztuczki z dymem i lustrami". Steven Rea z Philadelphia Inquierer dodawał natomiast: "Niezwyciężony – prosty, ale prowokujący; przypowieść o uciskanych i prześladowcach, ofiarności i fanatyzmie". Mark Palermo pisał, że "Niezwyciężony traktuje całą historię jako mit i stara się nie być dokumentem; treść jednak przenika realnym tragizmem". Hazel-Dawn Dumpert z niezwykle opiniotwórczego LA Weekly zauważył, że "Niezwyciężony jest po prostu wspaniałym filmem". Pod ogromnym wrażeniem dzieła był jeden z najważniejszych amerykańskich krytyków Roger Ebert, nazywając film arcydziełem.